# Janette chez les peaux-rouges
Pour plus de détails, voir Fiche technique et Distribution.
Janette chez les peaux-rouges (Girl of My Heart) est un film américain réalisé par Edward LeSaint, sorti en 1920.

## Synopsis
En fuite, Joan trouve refuge chez les White. Joan empêche Rodney White, atteint de tuberculose, de se tuer. Rodney l'adopte et l'emmène avec lui dans l'Ouest où il pense mieux se soigner. Là-bas, dans un camp indien, ils découvrent que le major Philips vend du whisky aux Indiens. Philips pour se venger engage Chawa, un Indien, pour tuer Rodney et kidnapper Joan. Rodney est seulement blessé et arrivera à temps pour sauver Joan. 

## Fiche technique
- Titre original : Girl of My Heart
- Titre français : Janette chez les peaux-rouges
- Réalisation : Edward LeSaint
- Scénario : Edward LeSaint, Mildred Considine, d'après le roman Joan of Rainbow Springs de Frances Marian Mitchell
- Photographie : Friend Baker
- Production : William Fox
- Société de production : Fox Film Corporation
- Société de distribution : Fox Film Corporation
- Pays de production :  États-Unis
- Langue originale : anglais
- Format : noir et blanc — 35 mm — 1,37:1 — film muet
- Genre : film d'aventures
- Durée : 5 bobines
- Date de sortie : 
  - États-Unis : novembre 1920
- Licence : domaine public

## Distribution
- Shirley Mason : Joan
- Raymond McKee : Rodney White
- Martha Mattox : Prudence White
- Al Fremont : major Philips
- Cecil Van Auker : Dr Norman
- Calvin Weller : Mona
- Hooper Toler : Chawa
- Alfred Weller : Pedro